# 콰이어트 라이엇
콰이어트 라이엇(Quiet Riot)은 1973년 로스앤젤레스에서 기타리스트 랜디 로즈, 베이시스트 켈리 가르니, 그리고 보컬리스트 케빈 듀브로우에 의해 결성된 미국의 헤비 메탈 밴드이다.
초기 라인업은 로즈와 가르니, 그리고 리드 보컬리스트 듀브로우와 드러머 드류 포사이스로 구성되었으나, 이 시기의 밴드는 내부 갈등으로 혼란을 겪었으며, 결국 듀브로우에게 죽음 협박을 가한 가르니가 해고되는 사태가 발생하였다. 밴드의 상업적으로 가장 성공적인 라인업은 듀브로우와 기타리스트 카를로스 카바조, 베이시스트 루디 사르조, 드러머 프랭키 바날리로 이루어졌으며, 1983년에는 빌보드 200 차트 1위를 차지한 최초의 헤비 메탈 음반으로 알려진 《Metal Health》를 발표하였다.
이 밴드는 빌보드 핫 100 차트에 진입한 여러 히트 싱글을 보유하고 있는데, 그중에는 글램 록 밴드 슬레이드의 커버곡인 〈Cum On Feel the Noize〉, 〈Mama Weer All Crazee Now〉, 그리고 〈Metal Health (Bang Your Head)〉가 포함되어 있다. 콰이어트 라이엇은 VH1이 선정한 100대 하드 록 아티스트 중 100위에 랭크되어 있다.

## 음악 스타일
콰이어트 라이엇은 헤비 메탈, 글램 메탈, 하드 록으로 묘사되며, 초기 작품은 글램 록으로 특징지어진다.

## 음반 목록
- Quiet Riot (1978)
- Quiet Riot II (1978)
- Metal Health (1983)
- Condition Critical (1984)
- QR III (1986)
- QR (1988)
- Terrified  (1993)
- Down to the Bone (1995)
- Alive and Well (1999)
- Guilty Pleasures (2001)
- Rehab (2006)
- Quiet Riot 10 (2014)
- Road Rage (2017)
- Hollywood Cowboys (2019)